# Гелимер
Гелимер (ванд. Geilamîr) — король вандалов в 530—534 годах. Сын Гилариса, внук Гензона, правнук Гейзериха.

## Биография

### Захват власти
Гелимер из всего потомства Гейзериха по возрасту уступал только Хильдериху и, по закону наследования престола в Вандальском королевстве старшим в роде, мог рассчитывать занять престол после его смерти. В военном деле он считался среди своих современников исключительно сведущим, но в остальном был человеком коварным, всегда готовым совершить переворот и захватить чужое. Уже при Хильдерихе Гелимер пользовался почти царской властью, замещая короля и командуя войском. Но этого ему показалось мало, и привлекши на свою сторону знатных вандалов, он убедил их отнять у Хильдериха престол, схватил Хильдериха, его племянника Оамера и брата Евагея и заключил их в темницу.
По вступлении на престол Гелимер тотчас вернулся к антивизантийской и антикатолической политике. Однако ввиду сокращения власти вандалов в Северной Африке, в результате набегов берберов и растущего открытого перехода романской части населения на сторону католической церкви, его реальные возможности были ограничены.

### Отпадение Триполитании и Сардинии
Византийский император Юстиниан I воспользовался враждебной политикой Гелимера, чтобы осуществить свои давние намерения и восстановить могущество Империи. Заключив мир с Персией, он смог направить свои военные силы против вандалов. К тому времени государство вандалов стало и само постепенно распадаться. Провинция Триполитания заявила о своем выходе из Королевства вандалов и о присоединении к Восточной Римской империи. Некто Пуденций в Триполисе побудил горожан отпасть от вандалов, и отправив к василевсу своих людей, просил прислать ему войско. Юстиниан I выслал небольшой отряд архонта Таттимута. Соединившись с этим войском и воспользовавшись отсутствием вандалов, Пуденций захватил провинцию и подчинил её василевсу.
Отделился от Королевства вандалов и наместник Сардинии. Наместником туда Гелимер поставил своего бывшего раба, родом гота по имени Года, для охраны острова и для сбора ежегодной дани. Став наместником, Года отнял у вандалов этот остров и завладел им, не считая нужным отправлять королю вандалов ежегодную дань. Сразу же после захвата власти он послал послов к Юстиниану, прося покровительства и защиты от вандалов. Император отправил в помощь мятежнику четыреста воинов во главе с архонтом Кириллом.
Гелимер мало надеялся вернуть отдалённую Триполитанию, опасаясь начинать войну с Византией. Отобрав сто двадцать самых быстроходных и крепких кораблей и пять тысяч воинов, он послал их в Сардинию под предводительством своего брата Цазона.

### Вандальская война

#### Подготовка к византийскому вторжению в Африку
В Константинополе шло приготовление войска против Вандальского королевства — десяти тысяч пеших и пяти тысяч всадников, как из регулярных солдат, так и из федератов-варваров, главным образом гуннов. Для перевозки такого войска потребовалось пятьсот кораблей, которые обслуживали тридцать тысяч моряков и гребцов, по большей части египтян и ионян, а также и киликийцев. Начальником над всеми этими кораблями был назначен Калодим из Александрии. Были у них и длинные корабли, приспособленные для морского боя, в количестве девяноста двух. Назывались эти суда дромонами (буквально бегуны), ибо они могли плыть очень быстро, у них было по одному ряду весел и сверху они имели крышу для прикрытия от вражеских стрел. На этих судах было две тысячи византийцев, одновременно и гребцов, и воинов. Главнокомандующим над всем войском василевс поставил Велисария. Василевс вручил ему грамоту, которая давала ему право поступать, как он сочтет нужным. Все его действия получали такую же силу, как совершенные самим василевсом. Приготовления к походу против вандалов были, по-видимому, завершены к июню 533 года и войско Велисария отплыло в Африку для покорения Королевства вандалов.

#### Высадка византийцев и начало войны
Через три месяца после отплытия, 31 августа 533 года флот Велисария пристал к Капут-Ваде (Рас Капудии) в пяти днях пути от Карфагена. Гелимер, видимо, полагал, что византийский флот появится не ранее наступления прохладного времени года. Он продолжал борьбу с берберами, отправил флот против Годы, и, оставив столицу королевства Карфаген без должной защиты, разместился в Гермионе, в четырёх днях пути от побережья.
Византийцы захватили город Силлект на африканском берегу. Велисарий всячески ограждал римское население страны от грабежей и погромов со стороны византийских солдат и даже сурово наказывал мародёров. Византийский полководец стремился показать себя освободителем римского населения от ига вандалов. На первых порах эта тактика давала результаты, города сдавались без боя. Быстрому захвату населённых пунктов способствовало и то, что в своё время Гейзерих приказал срыть все укрепления в стране вандалов, чтобы исключить сопротивление своей власти.
Через Лепту и Гадрумет византийское войско прибыло к местечку Грасс, на расстоянии трехсот пятидесяти стадий (около 65 км) от Карфагена. Там находился дворец правителя вандалов и прекрасный парк с множеством различных плодовых деревьев, обильно орошаемый источниками. Отдохнув там, византийцы продолжили движение на Карфаген. При передвижении войска Велисарий приказал авангарду во главе с Иоанном идти впереди, а гуннам двигаться на левом фланге, на случай внезапного нападения вандалов. Правый фланг был защищен морем. Сам Велисарий с отборным отрядом шел в тылу войска. Он подозревал, что Гелимер идёт следом за ним из Гермионы и в скором времени нападет на них. Византийский флот плыл морем параллельно движению войска.

#### Убийство Хильдериха
Как только Гелимер, находившийся в то время в Гермионе, получил известие о прибытии врагов, он тотчас написал в Карфаген своему брату Аммате, приказав убить Хильдериха и содержавшихся с ним под стражей его родных и близких. Затем привести в боевую готовность вандалов и все боеспособное население столицы, чтобы по прибытии врагов к теснинам возле пригорода, называемого Децим, окружить их и истребить. Аммата выполнил его приказание: он убил Хильдериха, Евагея и приближенных к ним ливийцев. Оамера в то время уже не было в живых.

#### Сражение при Дециме
13 сентября 533 года византийское войско прибыло в Децим, в семидесяти стадиях (13 км) от Карфагена. В тот день Гелимер приказал своему племяннику Гибамунду с двумя тысячами вандалов зайти слева, с тем расчетом, чтобы Аммата из Карфагена, Гелимер с тыла, а Гибамунд слева, сойдясь вместе, окружили неприятельское войско. Аммата прибыл к Дециму раньше других. Он приказал основным силам вандалов продвигаться к Дециму, а сам с небольшим отрядом вступил в бой с авангардом Иоанна. Он убил двенадцать храбрейших византийских воинов, но пал и сам. После гибели Амматы вандалы обратились в бегство, сея панику в рядах тех, что шли из Карфагена. Увидев бегущих, те бросились бежать вместе с ними. Иоанн и его люди, убивая всех, кто им попадался, достигли ворот Карфагена. Избиение вандалов было полным, 70 стадий от Децима до Карфагена покрылись их трупами.
В это время Гибамунд со своими двумя тысячами воинов слева от карфагенской дороги наткнулись на гуннов и были все истреблены.
Вандалы под предводительством самого Гелимера двигались между той дорогой, по которой шел Велисарий, и той, по которой шли гунны, сразившиеся с Гибамундом. Когда вандалы увидели гуннов, то захватили высокий холм, и оттеснив врагов, обратили их в бегство. Однако Гелимер не преследовал бегущих. Увидев труп брата, он с плачем и стенаниями занялся его погребением.
Велисарий же остановил бегущих, привел их в порядок, и быстрым маршем двинулся на Гелимера. Вандалы, уже потерявшие строй и не готовые к бою, не выдержали нападения, и бросились бежать, потеряв многих убитыми. Они бежали не в Карфаген, а на равнину Буллы, по дороге, ведущей в Нумидию.

#### Взятие Карфагена
На следующий день поздним вечером византийская армия подошла к Карфагену. Карфагеняне открыли ворота, повсюду зажгли светильники, и всю ночь город был ярко освещён, оставшиеся же в нём вандалы укрылись в храмах, моля о помиловании. Но Велисарий не позволил никому входить в город, опасаясь, с одной стороны, как бы враги не устроили там какую-нибудь засаду, с другой стороны, как бы солдатам под покровом ночи не представилась возможность безнаказанно предаться грабежу. Утром 15 сентября 533 года Велисарий, выстроив войско, без боя вступил в Карфаген.
По приказу военачальника солдаты платили за покупки на рынке, и жители не испытали от них ни оскорблений, ни угроз. Даже деловой жизни не было причинено никаких помех. Сразу же после взятия Карфагена Велисарий приказал восстановить городские укрепления, пришедшие в запустение за время правления вандалов.

#### Партизанская война Гелимера
Разбитый Гелимер прибыл на равнину Буллы, которая отстоит от Карфагена на четыре дня пути для пешехода налегке, и примыкает к Нумидии. Здесь он стал собирать для продолжения борьбы вандалов и тех мавров, которые дружески к нему относились. Однако немногие мавры пришли к нему на помощь, да и те без ведома своих властей. Вожди мавров в Мавретании, Нумидии и в глубине африканской пустыни, отправив послов к Велисарию, объявили себя подданными императора и дали обещание сражаться в союзе с ним. Некоторые из них предлагали ему в качестве заложников своих детей и просили прислать им по древнему обычаю знаки их власти. Велисарий все это им послал и каждого из них одарил большими деньгами. Однако на помощь ему они не пришли, хотя и вандалам помогать не решались, а выжидали, оставаясь в стороне, исхода войны.
Посольство, отправленное Гелимером в Испанию к королю вестготов Теудису с предложением заключить военный союз, вернулось ни с чем. Теудис не пожелал воевать с императором.
Стремясь привлечь на свою сторону ливийских крестьян, Гелимер раздавал им много денег. Он приказал им убивать тех византийцев, которые оказывались в окрестностях, объявив, что каждому за такое убийство он уплатит определённую сумму золота. Прокопий Кесарийский говорит, что в основном, они убивали не воинов, а рабов и слуг, которые из жадности к деньгам тайно приходили в деревни и тут попадались. Их головы жители приносили к Гелимеру и получали плату. Описание Прокопием партизанской войны Гелимера свидетельствует о том, что «освобождение» византийцами Северной Африки отнюдь не было встречено с восторгом местным сельским населением.
Брат Гелимера Цазон, прибывший, как было упомянуто, с флотом в Сардинию, высадился в гавани Караналии, с первого натиска взял город и убил узурпатора Году и всех его приспешников. Однако вызванный письмом Гелимера, он поспешил со своим воинами на помощь брату, прибыл к равнине Буллы, где и соединился с остальным войском.

#### Сражение при Карфагене
Собрав вместе все свои силы, Гелимер повел своё войско на Карфаген. Они разрушили водопровод, по которому вода поступала в город, и стерегли дороги, осаждая Карфаген. При этом они не совершали грабежей и не опустошали земли, стараясь завоевать расположение местных жителей. В то же время вандалы питали надежду на измену со стороны как самих карфагенян, так и римских солдат-федератов, подобно вандалам исповедовавших арианскую веру, особенно готов и герулов. Вандалы послали переговорщиков и к предводителям гуннов с обещанием, что они увидят со стороны вандалов много хорошего, и просили их стать им друзьями и союзниками. Гунны и раньше не обнаруживали большой преданности делу римлян, так как прибыли к ним союзниками не по доброй воле. Поэтому они охотно внимали речам вандалов и соглашались вместе с ними обратить оружие против римского войска, когда начнётся сражение.
Приказав вандалам оставить детей, женщин и все драгоценности в центре лагеря, за валом, Гелимер и Цазон стали выводить их на бой. Византийцы выстроились для сражения силами одной лишь конницы, так как пехота ещё не подошла. Гунны же все выстроились в другом месте. Они и прежде имели обыкновение не смешиваться с римским войском, поэтому их ни в чём не заподозрили. Византийцы начали сражение. Варвары мужественно сопротивлялись. Завязалась жестокая битва, многие вандалы были убиты, в том числе сам Цазон, брат Гелимера. Византийское войско обратило врагов в бегство. Видя это, гунны тоже начали преследовать вандалов вместе с римским войском. Преследование, однако, было непродолжительным. Вандалы спешно вернулись в свой лагерь, где держались стойко. Римляне же, ограбив трупы врагов, на которых они находили золото, удалились в свой собственный лагерь. В этом сражении было убито менее пятидесяти римлян, а из вандалов приблизительно восемьсот.
К вечеру подошла византийская пехота и Велисарий поспешно двинулся со всем войском на лагерь вандалов. Гелимер, узнав, что Велисарий со всей пехотой и остальным войском направился против него и вот-вот будет здесь, никому ничего не сказав и не сделав никаких распоряжений, вскочил на коня и обратился в бегство по дороге, ведшей к нумидийцам. За ним последовали его родственники и немного слуг, перепуганные и держащие в секрете, что происходит. Некоторое время вандалам оставалось неизвестно, что Гелимер бежал; когда же все узнали, что он исчез, а враги оказались уже на виду, всё вандальское войско бросилось спасаться, кто куда мог, побросав в лагере всё своё имущество. Подойдя, римляне взяли обезлюдевший лагерь со всеми его богатствами и затем целую ночь, преследуя врага, избивали попадавшихся мужчин, а детей и женщин обращали в рабство. В этом лагере римляне захватили невиданную добычу.

#### Осада Гелимера в горах
Велисарий продолжил преследование Гелимера. Прибыв в город Гиппонерегий на берегу моря в десяти днях пути от Карфагена, он узнал, что Гелимер поднялся в горы Папуа у самой границы Нумидии и уже недостижим для римлян (точная локализация гор Папуа затруднительна, возможно, это массив Эдух к западу от залива Бона). Горы были круты и труднопроходимы, там жили мавры, с которыми Гелимер поддерживал дружбу и взаимный союз. На самом краю гор лежал старинный город Медей. Здесь Гелимер со своими спутниками чувствовал себя спокойно. Сознавая невозможность одолеть горы зимой, Велисарий приказал герулу Фаре с отборными воинами расположиться лагерем у подножия гор и сторожить всю зиму, чтобы Гелимер не смог покинуть гор, и чтобы ему не доставлялось никакого продовольствия.

#### Покорение разных частей Вандальского королевства
Велисарий послал Кирилла с большим войском на Сардинию, дав ему с собой голову Цазона, убитого брата короля Гелимера, так как островитяне вовсе не хотели подчиняться византийцам, опасаясь вандалов и не очень веря в их полный разгром. Кириллу было поручено подчинить Империи и Корсику, некогда подчинявшуюся вандалам. Кирилл предъявил жителям голову Цазона и вернул оба острова в состав Восточно-римской державы, обложив их налогом.
Затем один отряд Велисарий послал в город Цезарею в Мавретании, в тридцати днях пути от Карфагена для путника налегке, идущего на запад в Гадир (современный Кадис). Другой отряд он отправил к Гибралтарскому проливу, чтобы захватить там укрепление Септон. Фактически византийцы овладели цепочкой опорных пунктов вдоль длинной береговой линии. Во внутренних же областях господствовали мавретанские племена. Третий воинский контингент Велисарий отправил для захвата островов Ивиса, Майорка и Менорка. Было послано войско в Триполис на помощь Пуденцию и Таттимуту против теснивших их мавров. Однако, когда Велисарий отправил людей в Сицилию занять вандальское укрепление в Лилибее, он натолкнулся на резкий протест остготов, не готовых уступить римлянам какую-либо часть Сицилии и заявивших, что эти крепости отнюдь не принадлежат вандалам.

#### Гелимер сдаётся византийцам

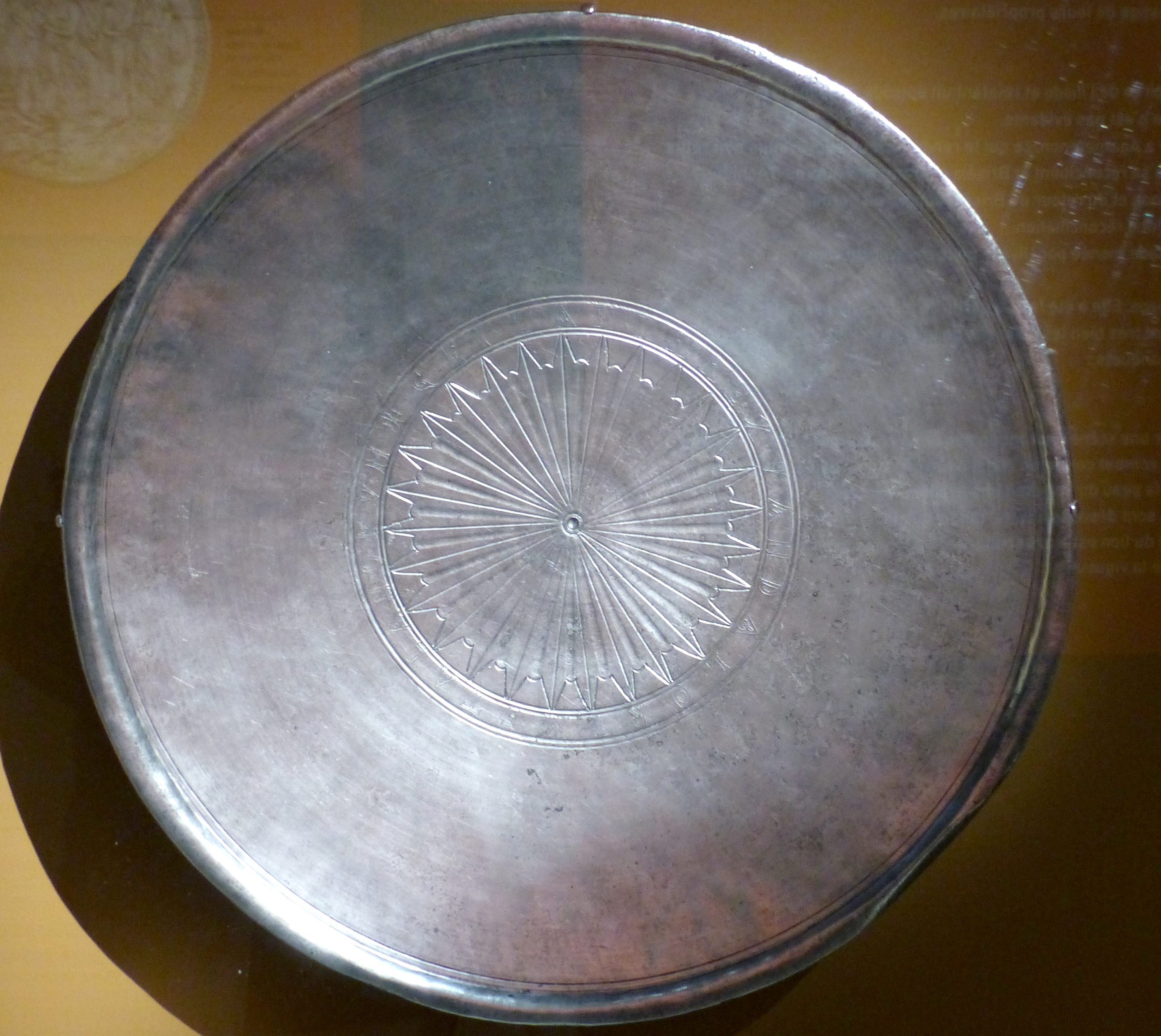
Миссорий Гелимер (Национальная библиотека Франции)

Между тем, командир герульского отряда на службе византийцев Фара попытался взять гору Папуа штурмом, но был отбит маврами, понеся немалый урон. После чего Фара решил не испытывать больше судьбу, и вступил в переговоры с Гелимером, в то же время тщательно охраняя все подходы и препятствуя подвозу продовольствия осаждённым. Он обещал неприкосновенность Гелимеру и его родне и спокойную жизнь в сане патриция в Малой Азии. После трёх месяцев осады, в конце марта — начале апреля 534 года Гелимер сдался византийцам и вместе с ними отправился в Карфаген.
Из Карфагена Гелимер, вместе с пленными вандалами, сопровождаемый Велисарием, на которого клеветники доносили императору, будто он стремится к захвату власти, и который в связи с этим чувствовал необходимость оправдаться в своих действиях, отправились в Константинополь. Прибыв с Гелимером и вандалами в столицу, Велисарий был удостоен почестей, которые в стародавние времена оказывались римским полководцам за величайшие победы. Среди пленных во время триумфа шёл и Гелимер. Затем Гелимеру выделили прекрасные земли в Галатии, разрешив жить там вместе с ним всем его родственникам. Однако в число патрициев Гелимер не попал, отказавшись изменить своей арианской вере, и как еретик, по Кодексу Юстиниана, не мог удостоиться должности или титула.